# Eggstedt
Eggstedt là một đô thị thuộc huyện Dithmarschen, trong bang Schleswig-Holstein, nước Đức. Đô thị Eggstedt có diện tích 12m79 km², dân số thời điểm 31 tháng 12 năm 2006 là 827 người.